# Friedländer Große Wiese

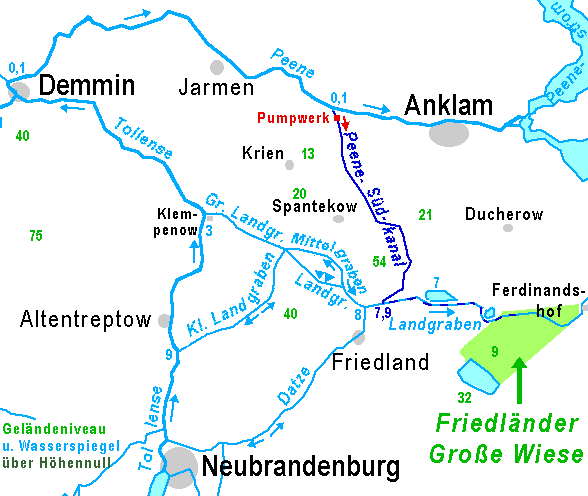
Lage der Friedländer Großen Wiese und des Peene-Südkanals

Die Friedländer Große Wiese ist ein gut 100 km² großes Niederungsmoor in Mecklenburg-Vorpommern und Teil des Naturparkes Am Stettiner Haff. Sie liegt in den Landkreisen Vorpommern-Greifswald und Mecklenburgische Seenplatte etwa 20 km südwestlich von Ueckermünde nördlich der Brohmer Berge und des Galenbecker Sees. Sie hat ein geringes Gefälle von knapp 10 m über NN am Galenbecker See auf etwa 6 m über NN bei Ferdinandshof.

## Geschichte

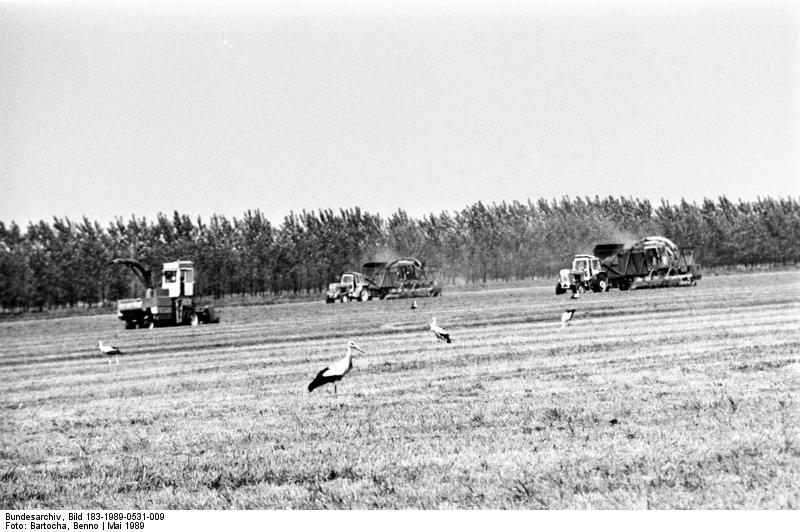
1989 – Grünfutterernte in der Friedländer Großen Wiese

Versuche der Trockenlegung des Niedermoorgebietes, um neue Flächen für die Landwirtschaft zu erschließen, gab es bereits im 18. Jahrhundert. Damals entstand der Weiße Graben, der nicht nur Wasser aus dem Moor aufnahm, sondern auch den Wasserstand des Galenbecker Sees senkte und über ein Wehr kontrollierte. Der Landgraben wurde ausgebaut und streckenweise auch verlegt. Im letzten Viertel des 19. Jahrhunderts wurden die Versuche zur Nutzbarmachung des Areals wieder intensiviert. In Mariawerth wurde dazu 1887 unter der Führung von Hans Graf von Schwerin-Löwitz die Moor-Cultur-Gesellschaft gegründet. Mit der Durchführung wurde das Culturtechnische Bureau von Schweder aus Groß Lichterfelde bei Berlin beauftragt. Die Firmeninhaber Moritz und Victor Schweder hatten langjährige Erfahrungen mit Meliorationsmaßnahmen in Österreich-Ungarn und Deutschland. Für die Friedländer Große Wiese passten die Brüder Schweder die Rimpau'sche Moor-Dammkulturmethode an die örtlichen Gegebenheiten an. Nach Theodor Hermann Rimpau, dem Erfinder der Moordammkultur war inzwischen das neu entstandene, heute nicht mehr existierende Gut Rimpau benannt worden. Zu seiner Methode gehörte die Anreicherung des Moorbodens mit Thomasmehl und Chilesalpeter und anschließender Aufbringung einer 15 Zentimeter starken Kiesschicht. Um die dafür erforderlichen Materialien in das für Pferdefuhrwerke unpassierbare Gelände zu bringen, wurde 1888 vom Staatsbahnhof Ferdinandshof ausgehend eine Feldbahn mit 600 mm Spurweite errichtet. Auf den gewonnenen Ackerflächen bei Rimpau wurden fast ausschließlich Zuckerrüben angebaut. Zum Abtransport dieser Hackfrüchte zur Zuckerfabrik nach Friedland bot es sich an, die bestehende Feldbahn bis dorthin zu verlängern. Diese ab dem 1. November 1891 durchgängig befahrbare Strecke bildete später die Grundlage für die Mecklenburg-Pommersche Schmalspurbahn (MPSB). Zwischen 1895 und 1900 erfolgten weitere Meliorationsarbeiten bei Mariawerth. Dort wurde ab 1920 auch Torf abgebaut.

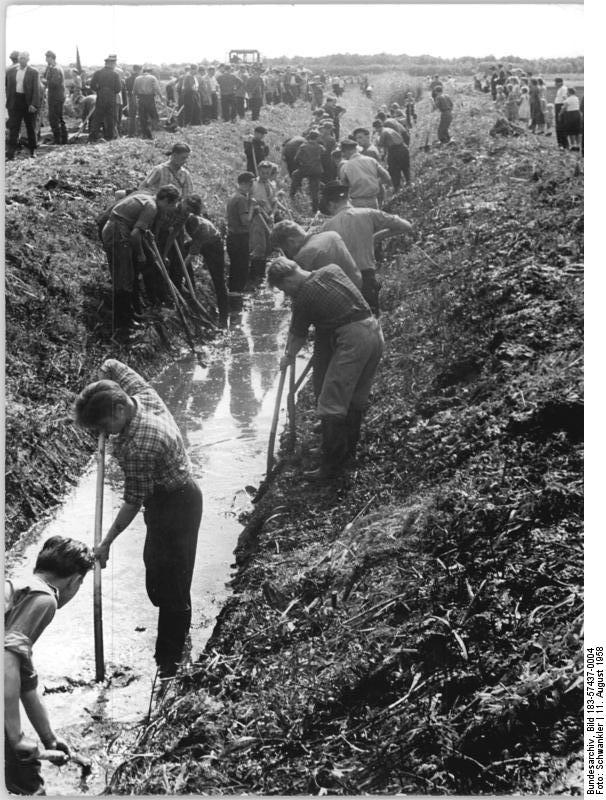
1958 – Säubern eines Entwässerungsgrabens in der Friedländer Großen Wiese

1937 wurden am Lübkow-See ein Lager des Reichsarbeitsdienstes aufgebaut. Zusammen mit dem RAD-Lager Fleethof, das ab 1938 eingerichtet wurde, waren hier 200 „Arbeitsmänner“ untergebracht. Ein drittes Lager befand sich in Heinrichswalde. Das Klockower Schloss beherbergte 40 bis 50 „Arbeitsmaiden“, die vor allem Haus- und Feldarbeiten in den bäuerlichen Wirtschaften in Klockow und Schwichtenberg ausführten. Die Männer wurden neben den Meliorationsarbeiten auch zum Straßen- und Wegebau eingesetzt. Nach Ende des Zweiten Weltkriegs wurden in den Lagern zeitweise Flüchtlinge untergebracht.
Im Rahmen der Neulandbewegung wurde ein zum Zentralen Jugendobjekt erklärtes Meliorationsvorhaben des Bezirkes Neubrandenburg unterstützt und von 1958 bis 1962 der Großteil der Friedländer Großen Wiese trockengelegt. Während dieser vier Jahre waren insgesamt 6.264 Jugendliche an den Arbeiten beteiligt. Das Jugendobjekt ist Teil der Handlung des Jugendbuches Egon und das achte Weltwunder und war einer der Drehorte der gleichnamigen Verfilmung. Im Südwesten blieb der in einem Naturschutzgebiet liegende und ca. 7 km² große Galenbecker See erhalten.

## Heutiger Zustand
Durch ein gitterförmiges Kanalsystem wird das Gebiet entwässert, bei Bedarf aber auch bewässert. Die Entwässerung erfolgt dem Gefälle entsprechend in nordöstlicher Richtung. Durch den Fluss Zarow fließt das Wasser ins Stettiner Haff (Oderhaff), von wo es in die Ostsee gelangt. Für die Bewässerung wurde in den Jahren 1977 bis 1988 der Peene-Südkanal angelegt, der sein Wasser durch das Pumpwerk Dersewitz aus der unteren Peene erhält und den Ostteil des Landgrabens speist.

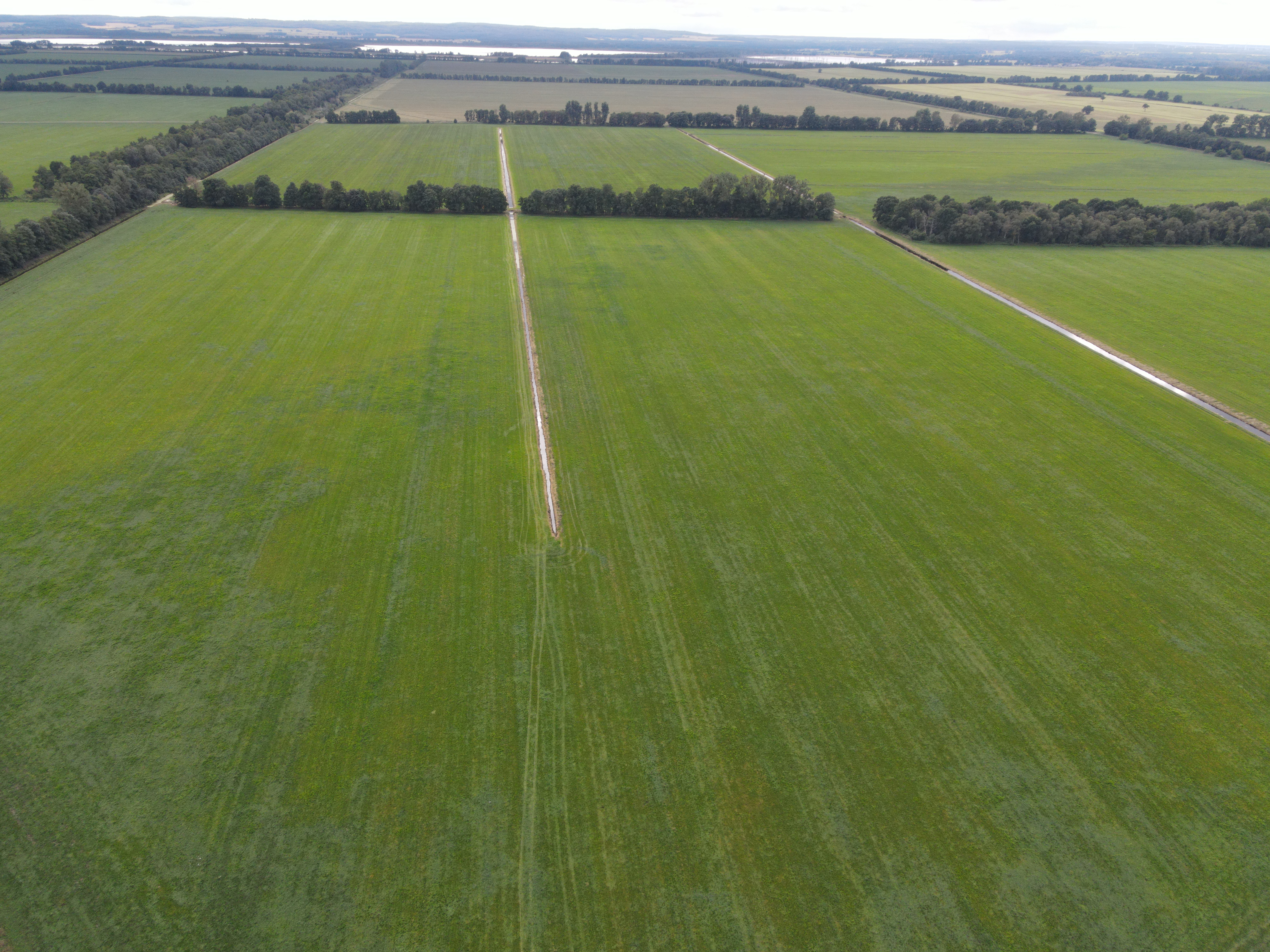
Friedländer Große Wiese, im Hintergrund der Galenbecker See

Das artenarme Grünland wird zur Futtergewinnung für etwa 20.000 Rinder genutzt. Entgegen den anderenorts festzustellenden Bemühungen zur Schonung der Moore und zum Gewässerschutz wird hier noch auf größeren Flächen Maisanbau mit organischer Düngung (in Form von Gülle) betrieben. Durch Melioration und intensive Bewirtschaftung wurde das Durchströmungsmoor nachhaltig geschädigt. Die Grundwasserabsenkung führte zum Zusammensacken des Moorkörpers um bis zu 2,5 Meter. Das Moor vererdete zunehmend und verarmte durch Auswaschung freigesetzter Nährstoffe. Daher ist heute der ebenfalls gesunkene Wasserspiegel des Galenbecker Sees höher als der Wasserstand im umliegenden Gelände. In den Uferzonen schreitet die Waldbildung voran. Die Anstrengungen zur Erhaltung der noch vorhandenen Moorflächen konzentrieren sich besonders auf den Galenbecker- und den Putzarer See. Hier geht es darum, den Nährstoffeintrag in die stark eutrophierten Seen zu vermindern und die Wasserführung zu stabilisieren. Am Galenbecker See wurde dazu ein Sanierungsprojekt realisiert (Vorbereitung seit 1999, Bau 2005–2007), das mit Mitteln der Europäischen Gemeinschaft gefördert wurde (EU-Life-Programm). Die gesamte Landschaft der Friedländer Großen Wiese ist sowohl als Rast- und Überwinterungsgebiet als auch als Brutgebiet für zahlreiche Wat- und Wasservogelarten von hoher Bedeutung.

## Gemeinden an und in der Friedländer Großen Wiese
| im Landkreis Vorpommern-Greifswald Gemeinde Altwigshagen Gemeinde Ferdinandshof Gemeinde Wilhelmsburg Gemeinde Heinrichswalde | im Landkreis Mecklenburgische Seenplatte Stadt Friedland Gemeinde Galenbeck |